# Tricholita endiva
Tricholita endiva là một loài bướm đêm trong họ Noctuidae.